# Zjevení Panny Marie v La Salettě
Zjevení Panny Marie v La Salettě patří mezi nejdůležitější mariánská zjevení. Dne 19. září 1846 se jedenáctiletému Maximovi Giraudovi a patnáctileté Mélanii Calvatové údajně zjevila Panna Marie, když vysoko ve francouzských Alpách pásli stádo krav. Za neustávajícího Mariina pláče prý sdělila Mélanii poselství, v němž lidstvo varuje před množstvím zla, jemuž nikdo neunikne. Nakonec však, podle jejího příslibu, dobro zvítězí. Po důkladném prošetření události biskup Mons. Philbert de Bruillard ve svém pastýřském listu vydaném 19. září 1851 prohlásil, že mariánské události v obci La Saletta byly pravdivé, a jsou tedy nepopiratelné.

## Průběh zjevení
Maxim na statku Pierra Selma působil od 14. září 1846 jako dočasná náhrada za zdejšího nemocného pasáka krav. S Melánií se poprvé setkal o tři dny později (17. září) a již nazítří spolu hnali stádo na svah hory Planeau. Dalšího dne, tedy 19. září, šli znovu na stejné místo obklopeni čtyřmi kravami, kozou a psem. Nad vysoko položenými pastvinami se začalo z mraků prodírat slunce.

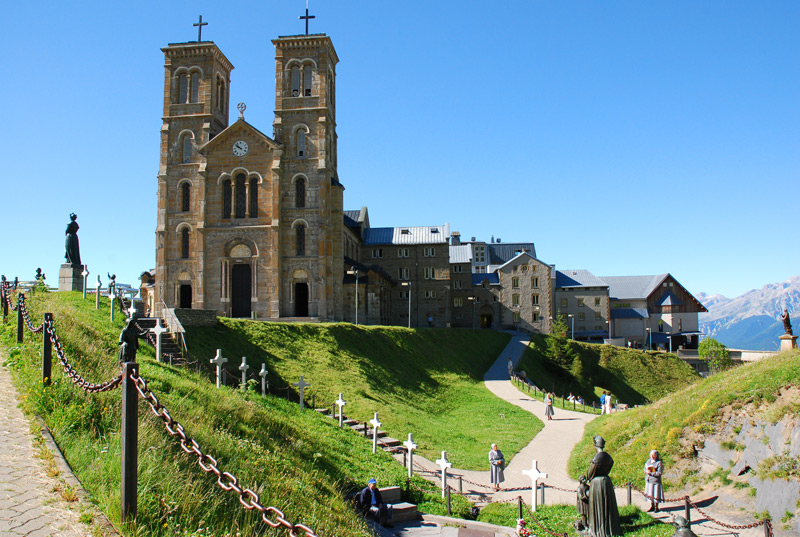
Poutní bazilika "Notre-Dame de La Salette", s místem zjevení

Kolem poledne děti přišly ke „studánce lidí“, kde se usadily. Přišli k nim i další mladí pasáčci, kteří se svým stádem byli o něco níže. Společně se najedli a poté se Maxim a Mélanie vydali k „malému prameni“. Poblíž něj si udělali malý dvojposchoďový domek z kamení, jehož druhému poschodí říkali „ráj,“ protože bylo okrášleno květinami nejrůznějšího druhu. Unavením ulehli hned vedle domečku a usnuli. Po probuzení šli hledat své krávy, ale když zjistili, že skot zůstal na stejném místě, kde jej ráno zanechali, otočila se Mélanie zpět a začala se vracet pro baťůžek, který si u pramene odložila. Nejednou však uviděla ohnivý kotouč, jak se objevil nad místem („rájem“), odkud před chvílí s Maximem odešla. Zavolala na Maxima, zda ho také vidí. Maxim přitakal a spolu se vrátili k „malému prameni“. Kotouč prý rotoval, nakonec se zvětšil a otevřel. Uvnitř seděla krásná paní (do doby těsně po zjevení nevěděly děti o "faktu", že se jim zjevila Panna Marie, takže o ni zpočátku hovořily jako o "krásné paní") v poloze vzbuzující dojem velkého smutku. Měla totiž lokty položené na kolenou a tvář si zakrývala dlaněmi. Na sobě měla prosté šaty včetně zástěry spolu se šátkem položeným přes ramena a zauzlovaným na zádech (stejně tak se tehdy oblékaly i místní ženy). Oděv doplňoval výrazný věnec z růží položený na hlavě. Růžemi měla taktéž vyzdobené boty a okraje šátku. Jako diadém vypadalo světlo zářící nad jejím čelem.

### Proroctví

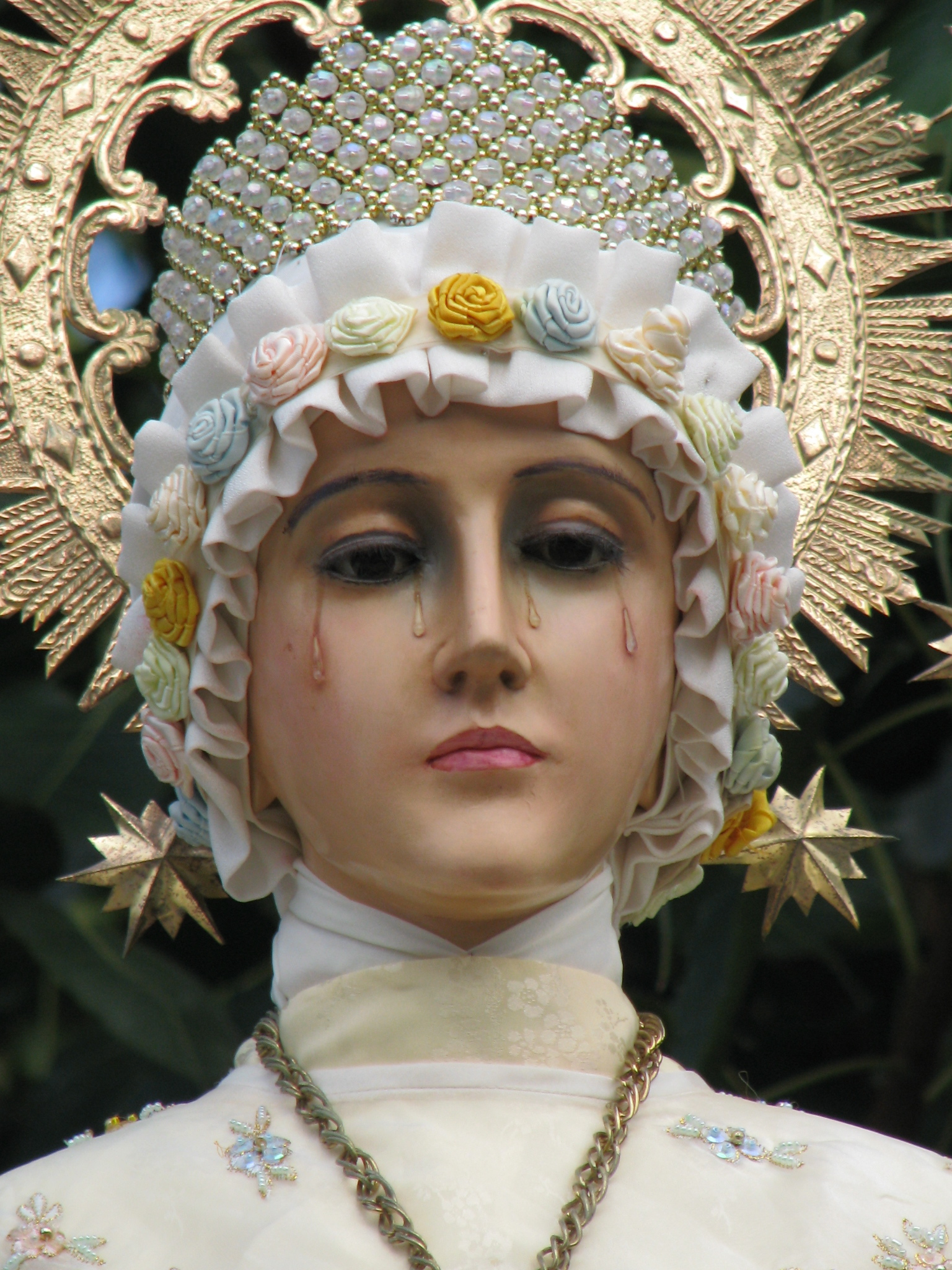
Socha Panny Marie Lasalettské

V prvních okamžicích na výjev obě děti zareagovaly rozpačitě. Maxim se dokonce chtěl bránit svou pastýřskou holí a nabádal k tomu i Mélanii. Když na ně ale žena promluvila, jejich strach opadl. V první části rozhovoru paní hovořila k oběma dětem a varovala, že pokud budou lidé neustále urážet Boha, pak se bude kazit úroda a následkem toho nastane takový hlad, že děti budou umírat v náručích svým matek. Pokud se ale lidé obrátí k Bohu, promění se skály a kamení v  osivo a zasadí se do půdy a ony vzkvetou a vydají úrodu. Vyzvala je, aby tuto zprávu sdělily všem lidem. Následně každé z dětí vyslechlo osobní tajemství (resp. obsah slov slyšelo pouze to dítě, ke kterému paní mluvila).
Melánii bylo povoleno od Panny Marie zveřejnit poselství, které ji svěřila, až v roce 1858. Je v něm obsažena silná kritika tehdejší církevní i světské společnosti, varování před válkami, hladem, morem, nemocemi a příchodem antikristů. Nakonec však zvítězí dobro. Vše podrobně Melanie Calvatová uvedla ve své knize. V České republice byla tato kniha vydána pod názvem: „Zjevení přesvaté Panny na hoře Lasalettské, 19. září L. P. 1846.“
| „                         | Melánie, co ti hodlám teď říci, nebude tajemstvím navždy: budeš je moci uveřejnit r. 1858. Kněží, sluhové mého Syna, kněží svým špatným životem, veškerou svou neuctivostí a svou bezbožností v slavení svatých tajemství, láskou k penězům, láskou k poctám a rozkošem, kněží se stali stokami nečistoty. Ano, kněží volají po pomstě, a pomsta je zavěšena nad jejich hlavami. Běda kněžím a osobám Bohu zasvěceným, které svým špatným životem křižují znovu mého Syna. Hříchy osob Bohu zasvěcených křičí k nebi a svolávají pomstu; a hle, kterak říká pomsta za jejich dveřmi, neboť nelze již nikoho nalézt, kdo by snažně prosil za milosrdenství a odpuštění pro národy; není již duší šlechetných; není již nikoho, kdo by byl hoden obětovati Beránka bez poskvrny Věčnému ve prospěch světa. Bůh hodlá uhodit způsobem bezpříkladným. Běda obyvatelům země! Bůh hodlá vyčerpat svůj hněv, a nikdo se nebude moci vyhnout tolika sjednoceným zlům. Hlavy, vůdcové lidu Božího, zanedbali modlitbu a pokání a démon zatemnil jejich inteligenci; stali se těmi bludnými hvězdami, jež starý ďábel strhne svým ohonem, aby je přivedl ve zkázu. Bůh dovolí tomu starému hadovi, aby vrhl rozbroj mezi panující ve všech společnostech a ve všech rodinách. Lidé budou trpět mukami fyzickými i mravními. | “ |
| — Panna Marie Lasalettská | |   |

## Následující události
Informace o mariánské události uskutečněné v La Salettě se vzápětí rozšířily. Věřící i nevěřící přicházeli na místo zjevení, kde z „malého pramene“, jenž byl převážnou část roku vyschlý, najednou vyvěrala voda (dodnes pramen ani na chvíli nevyschl). Došlo dokonce ke zřízení komise, která měla rozhodnout, zda děti vypovídají o všem pravdu. Dne 19. září 1851 zveřejnil místní biskup Mons. Philibert de Bruillard ve svém pastýřském listu informaci o pravosti těchto událostí a za necelý rok také inicioval zahájení stavby svatyně na místě zjevení. Dokončena byla roku 1865 a posvěcena roku 1879 (od té doby mohla užívat označení „bazilika“). Nejdříve se zde vytvořila řeholní komunita, jenž se později transformovala na misijní kongregaci papežského práva, užívající název Misionáři Matky Boží z La Saletty (v září roku 2004 měla po celém světě 926 členů). Obdobné, ale ženské společenství působí pod názvem Kongregace sester Misionářek Matky Boží z La Saletty.

## Galerie

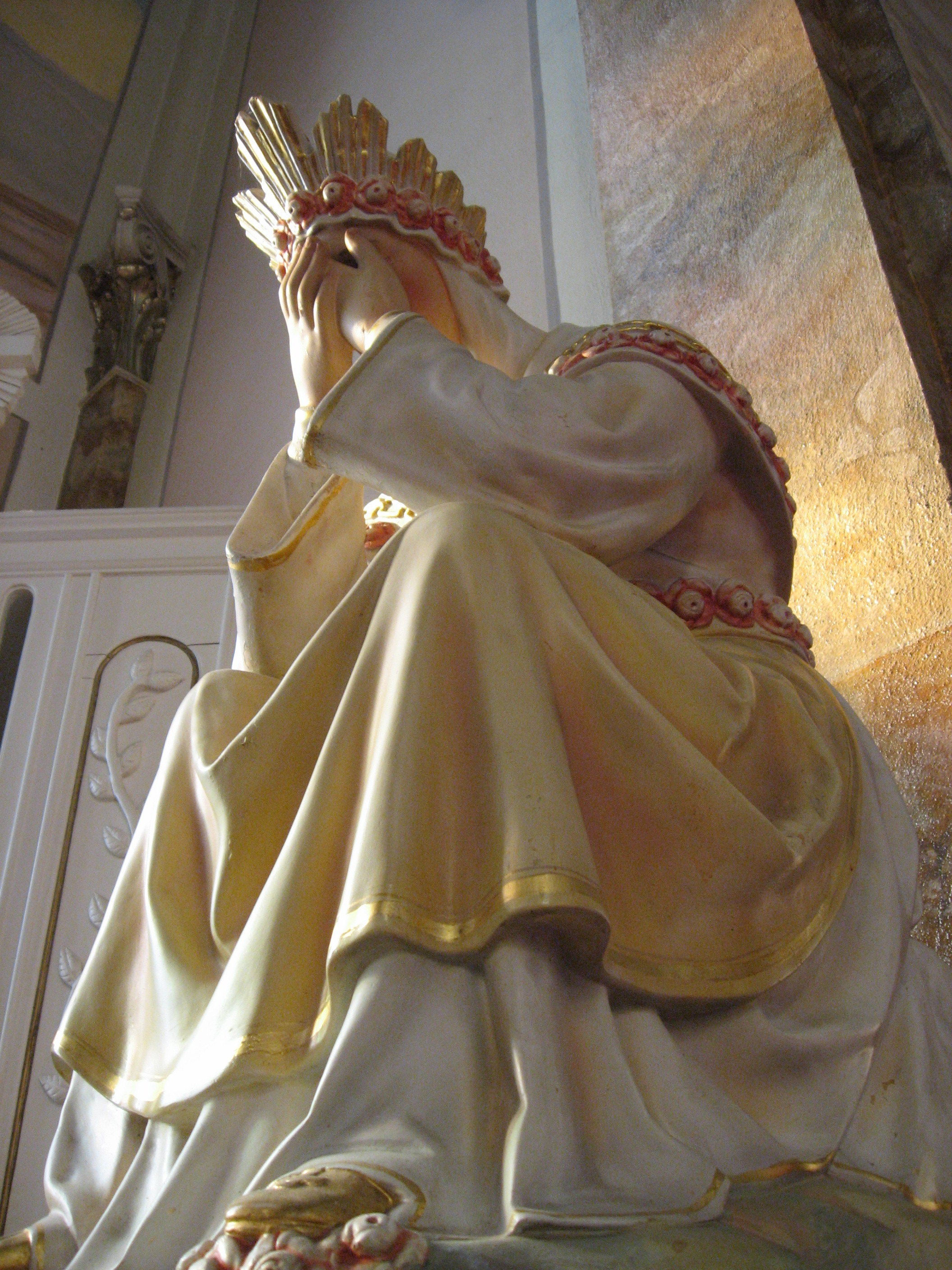
Plačící Panna Marie Lasalettská
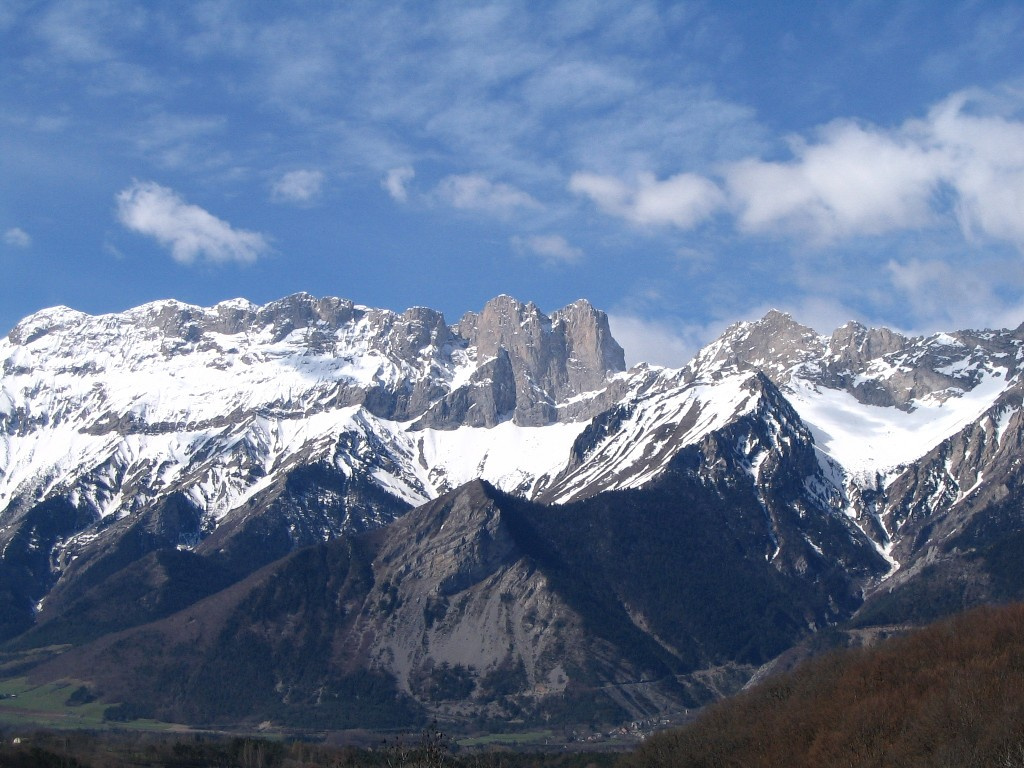
Pohled na místo zjevení v La Salettě
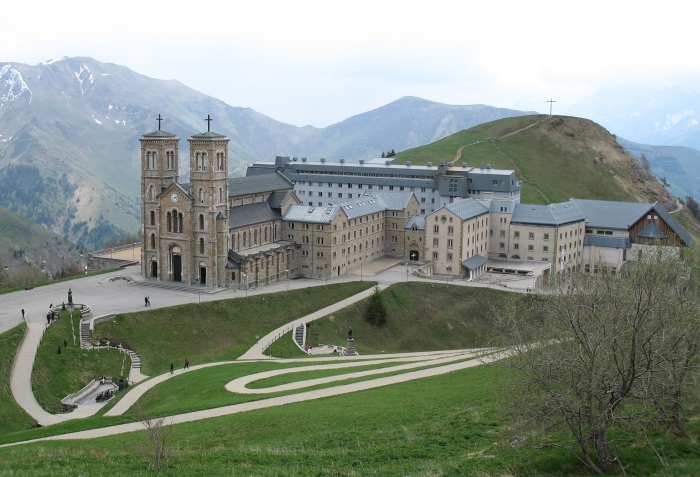
Panorama v La Salettě
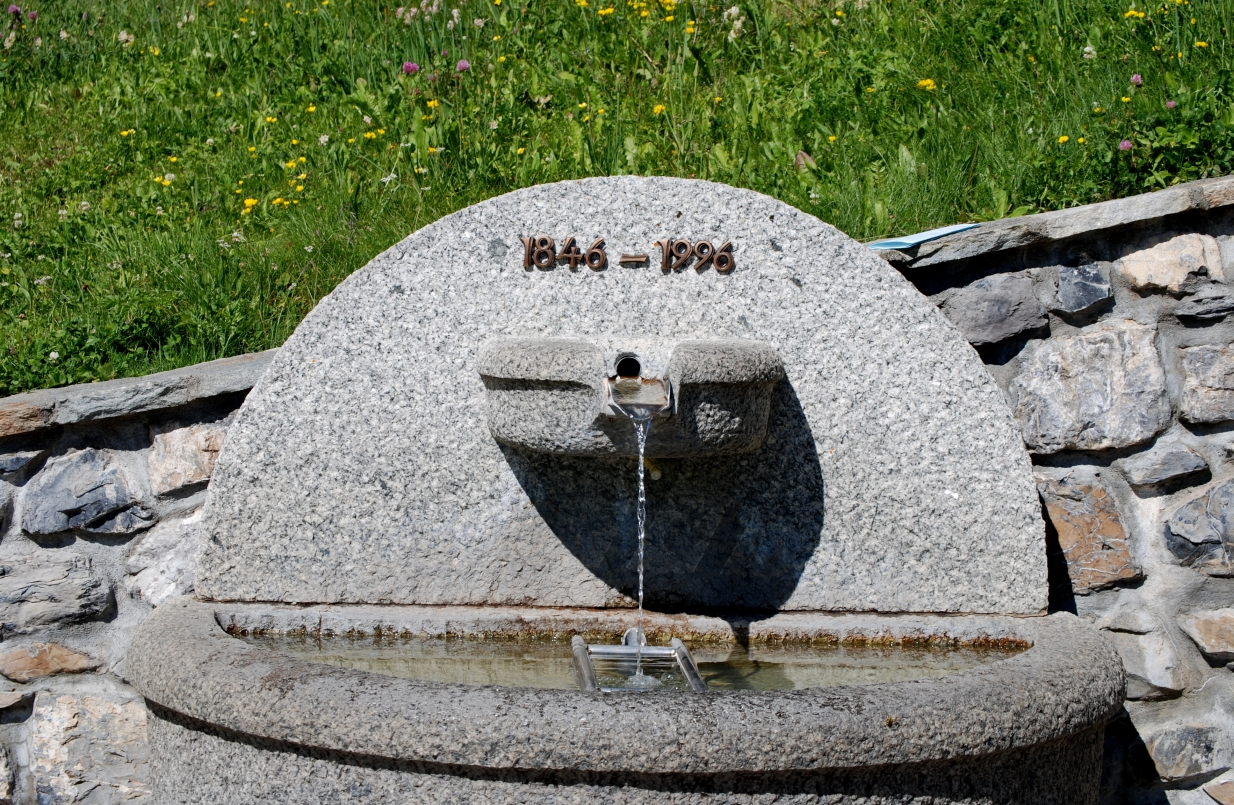
„Malý pramen“
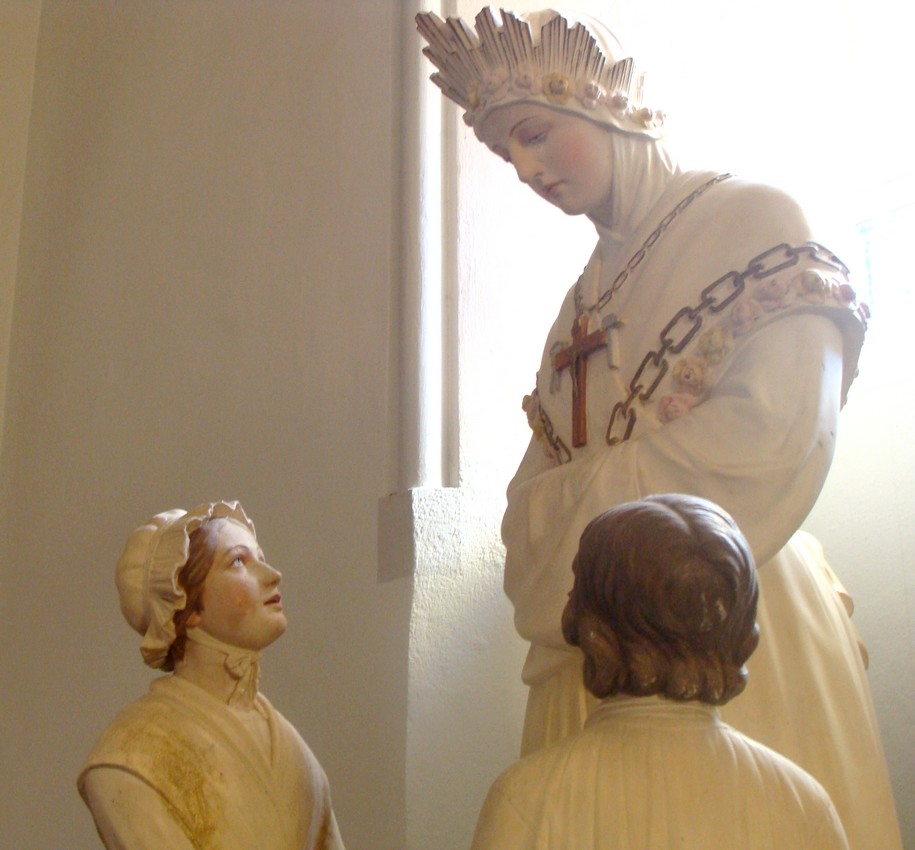
Socha Panny Marie Lasalettské s dětmi